# Magyaratád
Magyaratád là một thị trấn thuộc hạt Somogy, Hungary. Thị trấn này có diện tích 18,82 km², dân số năm 2010 là 863 người, mật độ 46 người/km².